# Unique II
Pour les articles homonymes, voir Unique.
Unique II, écrit aussi Unique 2, est un projet d'eurodance autrichien, connu essentiellement pour sa reprise de Break My Stride de Matthew Wilder dans les années 1990.

## Histoire
Unique II est créé en 1992 par deux producteurs, Erwin Geppner et Werner Freistätter. Avec la chanteuse Sandy Cooper et le rappeur Def-Tone, ils sortent un premier single Iko, Iko qui atteint le top 10 des ventes en Autriche et est un hymne de l'été. Peu après, les producteurs font la connaissance de Jade Davis et B-Nice et sortent Loveline qui est numéro 2. Ils sortent rapidement un premier album, Internity.
En 1996, Unique II sort une reprise de Break My Stride qui devient numéro un en Autriche mais rentre aussi dans les meilleures ventes en Australie, au Canada, en Scandinavie, en Afrique du Sud, en Italie... Après quelques autres singles de l'album Level II, Unique II fait des apparitions à la télévision, dans les clubs et des festivals dans différents pays.
En 1999, Jade Davis et B-Nice se séparent de Unique II pour des carrières solos. Pour le nouvel album enregistré en 2000, ils sont remplacés par Sheila Fernandez et Christian Troy. L'album et le single Forever entrent dans le top 10. Le projet dure jusqu'en 2003.

## Discographie
Singles
- 1992: Iko, Iko
- 1993: Loveline
- 1996: Do What You Please (Break My Stride)
- 1996: For Tonight
- 1997: Dance All Night
- 1997: I Still Go On
- 1999: Forever
- 2000: The Way I Need To Go
- 2001: Take Me Higher
- 2001: Colours
- 2002: Break My Stride (Re-Work 2002)

Albums
- 1993: Internity
- 1996: Level II
- 2000: Forever – The Album
- 2002: Best Of Unique II – The Golden Experience